# Opere di Sigmund Freud
Opere di Sigmund Freud (OSF) è il titolo della raccolta, in dodici volumi, di tutti i principali scritti del fondatore della psicoanalisi, oltre ad appunti, annotazioni, carteggi, e altro materiale.
In Italia è stata pubblicata per la prima volta da Bollati Boringhieri, tra il 1966 e il 1980, ed è stata curata dallo psicoanalista italiano Cesare Musatti con traduzioni di vari studiosi revisionate da Renata Colorni. 
L'ultima edizione è stata realizzata tra il 2000 e il 2003 dalla stessa casa editrice.
Nel 2013 Bollati Boringhieri ha digitalizzato le opere e pubblicato in ebook un volume di Opere Complete (che comprende tutti i volumi, escluso il volume di indici), gli 11 Volumi e 43 volumi di saggi singoli, estratti dall'opera completa.

## Contenuto dei volumi
1. Studi sull'isteria e altri scritti 1886-1895, Torino, Bollati Boringhieri, 2003, ISBN 9788833904719.
1. Relazione sui miei viaggi di studio a Parigi e a Berlino
2. Prefazione alla traduzione delle "Lezioni sulle malattie del sistema nervoso" di J.-M. Charcot
3. Osservazione di un caso grave di emianestesia in un paziente isterico
4. Due brevi recensioni (Averbeck - Weir Mitchell)
5. Isteria (e Isteroepilessia)
6. Ipnotismo e suggestione (Prefazione alla traduzione di "Della suggestione" di Hyppolyte Bernheim - Recensione a "L'ipnotismo" di August Forel - Trattamento psichico - Ipnosi - Un casi di guarigione ipnotica)
7. Abbozzi per la "Comunicazione preliminare"
8. Prefazione e note alla traduzione delle "Lezioni del martedì della Salpétrière" di J.-M. Charcot
9. Studi sull'isteria (con Josef Breuer)

2. Progetto di una psicologia e altri scritti 1892-1899, Torino, Bollati Boringhieri, 2002, ISBN 9788833904726.
1. Minute teoriche per Wilhelm Fliess
2. Alcune considerazioni per uno studio comparato delle paralisi motorie organiche e isteriche
3. Meccanismo psichico dei fenomeni isterici
4. Charcot
5. Le neuropsicosi da difesa
6. Ossessioni e fobie
7. Legittimità di separare dalla nevrastenia un preciso complesso di sintomi come "nevrosi d'angoscia"
8. A proposito di una critica della "nevrosi d'angoscia"
9. Progetto di una psicologia
10. L'ereditarietà e l'etiologia delle nevrosi
11. Nuove osservazioni sulle neuropsicosi da difesa
12. Etiologia dell'isteria
13. Sommari dei lavori scientifici del libero docente dottor Sigmund Freud 1877-1897
14. La sessualità nell'etiologia delle nevrosi
15. Meccanismo psichico della dimenticanza
16. Ricordi di copertura
17. Nota autobiografica (1901)
18. Un presentimento onirico avveratosi

3. L'interpretazione dei sogni 1899,  Torino, Bollati Boringhieri, 2002, ISBN 9788833904733.
1. La letteratura scientifica sui problemi del sogno
2. Il metodo di interpretazione del sogno. Analisi di un sogno campione
3. Il sogno è l'appagamento di un desiderio
4. La deformazione nel sogno
5. Il materiale e le fonti del sogno
6. Il lavoro onirico
7. Psicologia dei processi onirici

4. Tre saggi sulla teoria sessuale e altri scritti 1900-1905, Torino, Bollati Boringhieri, 1989, ISBN 9788833904740.
1. Il sogno
2. Psicopatologia della vita quotidiana
3. Frammento di un'analisi d'isteria (Caso clinico di Dora)
4. Il metodo psicoanalitico freudiano
5. Noterelle sulla "Neue freie Presse"
6. Recensione a "I fenomeni psichici di coazione" di Leopold Löwenfeld
7. Psicoterapia
8. Tre saggi sulla teoria sessuale

5. Il motto di spirito e altri scritti 1905-1908, Torino, Bollati Boringhieri, 2001, ISBN 9788833904757.
1. Il motto di spirito e la sua relazione con l'inconscio
2. Le mie opinioni sul ruolo della sessualità nell'etiologia delle nevrosi
3. Personaggi psicopatici sulla scena
4. Diagnostica del fatto e psicoanalisi
5. Prefazione alla prima edizione della "Raccolta di brevi scritti sulla teoria delle nevrosi 1893-1906"
6. Il delirio e i sogni nella "Gradiva" di Wilhelm Jensen
7. Azioni ossessive e pratiche religiose
8. Istruzione sessuale dei bambini
9. Risposta a un questionario sulla lettura e sui buoni libri
10. Prospetto per la collana "Scritti di psicologia applicata"
11. Il poeta e la fantasia
12. Fantasie isteriche e loro relazione con la bisessualità
13. Carattere ed erotismo anale
14. La morale sessuale "civile" e il nervosismo moderno
15. Prefazione a "Stati nervosi d'angoscia e loro trattamento" di Wilhelm Stekel
16. Teorie sessuali dei bambini
17. Il romanzo familiare dei nevrotici
18. Analisi della fobia di un bambino di cinque anni (Caso clinico del piccolo Hans)

6. Casi clinici e altri scritti 1909-1912, Torino, Bollati Boringhieri, 2003, ISBN 9788833904764.
1. Osservazioni su un caso di nevrosi ossessiva (Caso clinico dell'uomo dei topi) (in appendice gli appunti di lavoro 1907-08)
2. Cinque conferenze sulla psicoanalisi
3. Prefazione a "Psicoanalisi: saggi nel campo della psicoanalisi" di Sándor Ferenczi
4. Significato opposto delle parole primordiali
5. Le prospettive future della terapia psicoanalitica
6. Un ricordo d'infanzia di Leonardo da Vinci
7. I disturbi visivi psicogeni nell'interpretazione psicoanalitica
8. Contributi a una discussione sul suicidio
9. Lettera al dottor F. S. Krauss a proposito della rivista "Anthropophyteia"
10. Esempi del modo come si tradiscono le fantasie patogene nei nevrotici
11. Recensione a "Lettere a donne nervose" di Wilhelm Neutra
12. Psicoanalisi "selvaggia"
13. Osservazioni psicoanalitiche su un caso di paranoia ("dementia paranoides") descritto autobiograficamente (Caso clinico del presidente Schreber)
14. Contributi alla psicologia della vita amorosa (Su un tipo particolare di scelta oggettuale nell'uomo (1910) - Sulla più comune degradazione della vita amorosa (1912) - Il tabù della verginità (1918))
15. Precisazioni sui due princìpi dell'accadere psichico
16. Sogni nel folklore (in collaborazione con D. E. Oppenheim)
17. Sulla psicoanalisi (1913)
18. Il significato della successione delle vocali
19. "Grande è la Diana efesia"
20. Tecnica della psicoanalisi (L'impiego dell'interpretazione dei sogni nella psicoanalisi - Dinamica della traslazione - Consigli al medico nel trattamento psicoanalitico)
21. Modi tipici di ammalarsi nervosamente
22. Contributi a una discussione sull'onanismo
23. Nota sull'inconscio in psicoanalisi

7. Totem e tabù e altri scritti 1912-1914, Torino, Bollati Boringhieri, 2000, ISBN 9788833904771.
1. Totem e tabù: alcune concordanze nella vita psichica dei selvaggi e dei nevrotici
2. Un sogno come mezzo di prova
3. Prefazioni a "Il metodo psicoanalitico» di Oskar Pfister,
4. "Riti scatologici di tutti i popoli" di J. C. Bourke,
5. "I disturbi psichici della potenza virile" di Maxim. Steiner
6. Materiale fiabesco nei sogni
7. Il motivo della scelta degli scrigni
8. Le bugie di due bambine
9. La disposizione alla nevrosi ossessiva. Contributo al problema della scelta della nevrosi
10. L'interesse per la psicoanalisi
11. Esperienze ed esempi tratti dalla pratica dell'analisi
12. Falso riconoscimento ("già raccontato") durante il lavoro psicoanalitico
13. Il Mosè di Michelangelo (1914)
14. Nuovi consigli sulla tecnica della psicoanalisi (Inizio del trattamento . Ricordare, ripetere e rielaborare)
15. Per la storia del movimento psicoanalitico
16. Introduzione al narcisismo
17. Psicologia del ginnasiale
18. Dalla storia di una nevrosi infantile (Caso clinico dell'uomo dei lupi)

8. Introduzione alla psicoanalisi e altri scritti 1915-1917, Torino, Bollati Boringhieri, 2002, ISBN 9788833904788.
1. Metapsicologia (Pulsioni e loro destini - La rimozione - L'inconscio - Supplemento metapsicologico alla teoria del sogno - Lutto e melanconia - Considerazioni attuali sulla guerra e la morte - Lettera alla dottoressa Hermine von Hug-Hellmuth - Comunicazione di un caso di paranoia in contrasto con la teoria psicoanalitica)
2. Caducità
3. Trasformazioni pulsionali, particolarmente dell'erotismo anale
4. Introduzione alla psicoanalisi
5. Parallelo mitologico con una rappresentazione ossessiva plastica
6. Una relazione fra un simbolo e un sintomo
7. Alcuni tipi di carattere tratti dal lavoro psicoanalitico
8. Una difficoltà della psicoanalisi

9. L'Io e l'Es e altri scritti 1917-1923, Torino, Bollati Boringhieri, 2000, (rist. 2006), ISBN 9788833904795.
1. Un ricordo d'infanzia tratto da "Poesia e verità" di Goethe
2. Vie della terapia psicoanalitica
3. Bisogna insegnare la psicoanalisi nell'università?
4. «Un bambino viene picchiato» (Contributo alla conoscenza dell'origine delle perversioni sessuali)
5. Introduzione al libro "Psicoanalisi delle nevrosi di guerra"
6. Il perturbante
7. Scritti brevi (Prefazione a "Il rito religioso: studi psicoanalitici" di Theodor Reik - Pubblicazione e premiazione di lavori psicoanalitici - Necrologio di J. J. Putnam - Necrologio di Victor Tausk)
8. Psicogenesi di un caso di omosessualità femminile
9. Promemoria sul trattamento elettrico dei nevrotici di guerra
10. Preistoria della tecnica analitica
11. Il dottor Anton von Freund
12. Associazioni d'idee in una bambina di quattro anni
13. Al di là del principio di piacere
14. Complementi alla teoria del sogno
15. Psicologia delle masse e analisi dell'Io
16. Due prefazioni (Prefazione a "Discorsi di psicoanalisi" di J. J. Putnam - Prefazione a "La psicologia dei sogni a occhi aperti" di J. Varendonck)
17. Psicoanalisi e telepatia
18. Alcuni meccanismi nevrotici nella gelosia, paranoia e omosessualità
19. Sogno e telepatia
20. Prefazione a "Il metodo psicoanalitico" di Raymond de Saussure
21. La testa di Medusa
22. Osservazioni sulla teoria e pratica dell'interpretazione dei sogni
23. Due voci di enciclopedia: "Psicoanalisi" e "Teoria della libido"
24. Qualche parola sull'inconscio
25. L'Io e l'Es (1923)
26. Una nevrosi demoniaca nel secolo decimosettimo
27. L'organizzazione genitale infantile (un'interpolazione nella teoria sessuale)
28. Scritti brevi (Prefazione a "Rapporto sul Policlinico psicoanalitico di Berlino" di Max Eitingon - Lettera a Luis López-Ballesteros y de Torres - Josef Popper-Lynkeus e la teoria del sogno - Il dottor Sándor Frerenczi (per il cinquantesimo compleanno)
29. Breve compendio di psicoanalisi (1924)
30. Nevrosi e psicosi
31. Lettera a Fritz Wittels

10. Inibizione, sintomo e angoscia e altri scritti: 1924-1929, Torino, Bollati Boringhieri, 2000, ISBN 9788833904801.
1. Il problema economico del masochismo
2. Lettera alla rivista "Le Disque vert"
3. Il tramonto del complesso edipico
4. La perdita di realtà nella nevrosi e nella psicosi
5. Le resistenze alla psicoanalisi
6. Nota sul "Notes magico"
7. Autobiografia (1925)
8. Comunicazione del direttore sui mutamenti nella direzione della "Zeitschrift"
9. Alcune aggiunte d'insieme alla "Interpretazione dei sogni"
10. Lettera al direttore del periodico "Jüdische Presszentrale Ziirich"
11. In occasione dell'inaugurazione dell'Università ebraica
12. Prefazione a "Gioventù traviata" di August Aichhorn
13. Necrologio di Josef Breuer
14. La negazione
15. Alcune conseguenze psichiche della differenza anatomica tra i sessi
16. Psicoanalisi (1926)
17. Inibizione, sintomo e angoscia
18. Necrologio di Karl Abraham
19. A Romain Rolland
20. Premessa a un articolo di E. Pickworth Farrow
21. Discorso ai membri della Associazione B'nai B'rith (1941)
22. Il problema dell'analisi condotta da non medici. Conversazione con un interlocutore imparziale
23. Il dottor Reik e il problema dei guaritori empirici
24. L'avvenire di un'illusione
25. Feticismo
26. L'umorismo
27. Un'esperienza religiosa (1928)
28. Dostoevskij e il parricidio
29. Il dottor Ernest Jones (per il cinquantesimo compleanno)
30. Un sogno di Cartesio: lettera a Maxime Leroy
31. Il disagio della civiltà (1930)

11: L'uomo Mosè e la religione monoteistica e altri scritti 1930-1938, Torino, Bollati Boringhieri, 2003, ISBN 9788833904818.
1. Premio Goethe 1930
2. Prefazione a un numero speciale di "The Medical Review of Reviews"
3. Prefazione a "Elementi di psicoanalisi" di Edoardo Weiss
4. Prefazione a "Dieci anni dell'Istituto psicoanalitico di Berlino"
5. Introduzione allo studio psicologico su Thomas Woodrow Wilson
6. La perizia della Facoltà medica nel processo Halsmann
7. Tipi libidici
8. Sessualità femminile
9. Prefazione a "Teoria generale delle nevrosi secondo i principi psicoanalitici" di Hermann Nunberg
10. Lettera a Georg Fuchs
11. Lettera al borgomastro di Přibor
12. L'acquisizione del fuoco
13. Prefazione al "Piccolo dizionario di psicoanalisi" di Richard Sterba
14. Introduzione alla psicoanalisi (nuova serie di lezioni) (1933)
15. Perché la guerra? (Carteggio con Einstein)
16. I miei rapporti con Josef Popper-Lynkeus
17. Necrologio di Sándor Ferenczi
18. Prefazione a "Edgar Poe, studio psicoanalitico" di Marie Bonaparte
19. L'uomo Mosè e la religione monoteistica: tre saggi
20. La finezza di un'azione mancata
21. A Thomas Mann per il suo sessantesimo compleanno
22. Un disturbo della memoria sull'Acropoli: lettera aperta a Romain Rolland
23. Necrologio di Ludwig Braun
24. Necrologio di Lou Andreas-Salomé
25. Analisi terminabile e interminabile
26. Costruzioni nell'analisi
27. La scissione dell'Io nel processo di difesa
28. Risultati, idee, problemi
29. Compendio di psicoanalisi
30. Alcune lezioni elementari di psicoanalisi
31. Una parola sull'antisemitismo
32. Antisemitismo in Inghilterra

12. Indici e bibliografie, Torino, Bollati Boringhieri, 2003, ISBN 9788833904825.
1. Elenco degli scritti freudiani inclusi nella presente edizione
2. Indice del corredo critico
3. Concordanza di pagine tra "Opere di Sigmund Freud",
4. "Gesammelte Werke" e "Standard Edition"
5. Bibliografia
6. Indice dei casi
7. Indice dei sogni
8. Indice dei simboli
9. Indice delle analogie
10. Indice delle opere d'arte e letterarie
11. Indice dei periodici e delle collezioni editoriali
12. Indice dei nomi di persona
13. Indice analitico generale

## I complementi
Nella stessa collezione "Opere di Sigmund Freud", è uscito nel 1993, con il titolo di Complementi 1885-1938, un vol. 12.1 di testi che, per vari motivi, non sono stati compresi nei 12 volumi precedenti. a cura di Michele Ranchetti, note di Angela Richards e Ilse Grubrich-Simitis, traduzione di Ada Cinato, Enrico Cirri e Cristina Spinoglio. ISBN 9788833908106
Esso contiene:
1. Prefazione di Michele Ranchetti
2. Curriculum vitae (1885)
3. Due brevi note sull'ipnotismo (1887-88)
4. Due documenti sul caso Mathilde S. (1889)
5. Relazione su una conferenza "Su ipnosi e suggestione" (1892)
6. Quattro documenti sul caso Nina R. (con Joseph Breuer) (1891-94)
7. Due resoconti della conferenza in tre parti "Sull'isteria" (1895)
8. Autorecensione della conferenza "Meccanismo delle ossessioni e fobie" (1895)
9. Recensioni e note (1895-1912)
10. Passi introduttivi a "Alcune concordanze nella vita psichica dei selvaggi e dei nevrotici" (1912)
11. Sogni dell'età infantile (1913)
12. Noi e la morte (1915)
13. Sintesi generale delle nevrosi di traslazione (1915)
14. Due brevi note (1919-26)
15. Premiazioni (1921-22)
16. Due prefazioni (1935-38)
17. Lettere (1909-38)
18. Indice analitico

## Epistolari
A cura di Ernst L. Freud, sono stati pubblicati presso Paolo Boringhieri (nella prima edizione con la stessa veste grafica delle "Opere") i seguenti volumi di lettere:
- 1. Lettere alla fidanzata e ad altri corrispondenti (1873-1939), trad. di Mazzino Montinari e Giuseppina Quattrocchi von Wissmann, 1990
- 2. Lettere a Wilhelm Fliess, 1887-1904, a cura di Jeffrey Moussaieff Masson con note aggiuntive di Michael Schroter, trad. di Maria Anna Massimello, Introduzione di Ernst Kris, 1986
- 3. Lettere tra Freud e Jung (1906-1913), a cura di William McGuire, con la collaborazione di Wolfgang Sauerländer, trad. di Mazzino Montinari e Silvano Daniele, 1974
- 4. Psicoanalisi e fede: lettere tra Freud e il pastore Pfister (1909-1939), Prefazioni di Ernst L. Freud, Heinrich Meng e Anna Freud, trad. di Silvano Daniele, 1970
- 5. Eros e conoscenza. Lettere tra Freud e Lou Andreas Salomé (1912-1936), a cura di Ernst Pfeiffer, trad. di Maria Anna Massimello e Giulio Schiavoni, 1980
- 6: Lettere 1873-1939, 1960
- 7. Le origini della psicoanalisi: lettere a Wilhelm Fliess, abbozzi e appunti, 1887-1902, a cura di Marie Bonaparte, Anna Freud ed Ernst Kris, trad. di Giulio Soavi, prefazione all'ed. italiana di Emilio Servadio, 1961, 19682

### Altri carteggi
- Hilda Doolittle, I segni sul muro. Con alcune lettere inedite di S. Freud all'autrice, traduzione di M. Ferretti, Roma, Astrolabio Ubaldini, 1973.
- «Con rispettosa timidezza». Sigmund Freud: lettere ad Arthur Schnitzler, in Arthur Schnitzler, Sulla psicoanalisi, SE, Milano 1987.
- «Querido amigo...» Lettere della giovinezza a Eduard Silberstein, 1871-1881, a cura di Walter Boehlich, Bollati Boringhieri, Torino, 1991 ISBN 88-33-906-03-5.
- S. Freud e Ernest Jones, Corrispondenza 1908-1939, 2 voll., a cura di R. Andrew Paskauskas, Introduzione di Riccardo Steiner, Presentazione all'ed. italiana di Franco Borgogno, trad. C. Ranchetti, Bollati Boringhieri, Torino, 2001, ISBN 88-33-912-63-9.

- Presso Raffaello Cortina, a cura di Eva Brabant, Ernst Falzeder e Patrizia Giampieri Deutsch, direzione scientifica di André Haynal, ed. italiana a cura di Antonio Alberto Semi, sono state raccolte le lettere con Sándor Ferenczi:
  - 1. 1908-1914, trad. di Silvia Stefani, trascrizione di Ingeborg Meyer Palmedo, 1993 ISBN 88-70-782-41-7
  - 2: 1914-1919, trad. di Silvia Stefani, 1998 ISBN 88-70-785-29-7
  - 3: 1920-1933, (in preparazione)

- Lettere sullo sfondo di una tragedia, 1927-1939, con Arnold Zweig, a cura di David Meghnagi, trad. di Miriam Meghnagi, Marsilio, Venezia, 2000, ISBN 88-31-773-26-7.
- Il nostro cuore volge a sud. Lettere di viaggio. Soprattutto dall'Italia (1895 - 1923), a cura di Christfried Tögel, con la collaborazione di Michael Molnar, Presentazione di Antonio Gnoli e Franco Volpi, trad. di Gabriella Rovagnati, Bompiani, Milano, 2003, ISBN 88-45-254-80-1.
- Lettere da Roma. "Peccato che non si possa vivere sempre qui", a cura di F. Castriota, G. Monniello e M. G. Vassallo, Lozzi Publishing, Roma 2012, ISBN 978-88-974-6733-5.
- Intanto rimaniamo uniti. Lettere ai figli, a cura di Michael Schroter, con la collaborazione di Ingeborg Meyer-Palmedo ed Ernst Falzeder, ed. italiana a cura di Arianna Ghilardotti, Archinto, Milano 2013, ISBN 978-88-776-8630-5.
- S. Freud-Ludwig Binswanger, Lettere 1908-1938, a cura di Aurelio Molaro, Raffaello Cortina, Milano, 2016, ISBN 978-88-603-0812-2.
- Lettere a Emma Eckstein (1895-1910). Testo italiano, a cura di Michele M. Lualdi, Youcanprint, Tricase, 2016, ISBN 978-88-926-2107-7.
- Lettere ad Abraham Arden Brill (1908-1939). Testo italiano, a cura di Michele M. Lualdi, Youcanprint, Tricase, 2016, ISBN 978-88-926-2108-4.
- "Non è vana curiosità". Carteggio Freud-Jensen (1907), a cura di Michele M. Lualdi, Youcanprint, Tricase, 2019, ISBN 978-88-316-2348-3.
- S. Freud-Hans Blüher, Sull'inversione. Carteggio su omosessualità, eros e politica (1912-1913), traduzione di Luca Baruffa, con un saggio di Stefano Franchini, a cura di Gabriele Guerra, Collana Costellazioni, Roma, Castelvecchi, 2022, ISBN 978-88-329-0638-7.
- S. Freud-Karl Abraham, Lettere 1907-1925. Edizione integrale, traduzione di Stefania De Lucia, Edizione italiana a cura di Mario Bottone, Riccardo Galiani e Francesco Napolitano, Collezione Carteggi freudiani, Roma, Alpes, 2024, ISBN 978-88-653-1909-3.
- S. Freud-Eugen Bleuler, Lettere 1904-1937, Edizione italiana a cura di Mario Bottone, Riccardo Galiani e Francesco Napolitano, Collezione Carteggi Freudiani, Roma, Alpes, 2025, ISBN 978-88-653-1955-0.

### Epistolario con Anna Freud
Le quasi 300 missive tra il padre e l'ultima figlia sono state pubblicate in Germania nel 2006; in Francia - con un notevole apparato critico - nel 2012, in lingua inglese nel 2014. Non esiste ancora una traduzione italiana. 
- (DE) Sigmund Freud - Anna Freud, Briefwechsel 1904-1938, a cura di Ingeborg Meyer-Palmedo, Frankfurt am Mein, Fischer, 2006.
  - (FR) Sigmund Freud - Anna Freud, Correspondance 1904-1938, Préface d'Élisabeth Roudinesco, Paris, Fayard, 2012.

## Dibattiti di Sigmund Freud
- Dibattiti della Società Psicoanalitica di Vienna 1906-1908, traduzione di A. Cinato, a cura di Herman Nunberg e Ernst Federn, Collana Saggi. Psicologia, Torino, Boringhieri, 1973,  p. 403. [I° di 3 volumi previsti]
- Palinsesti freudiani. Arte, letteratura e linguaggio nei Verbali della Società Psicoanalitica di Vienna 1906-1908, A cura di Mario Lavagetto, Collana Nuova cultura, Torino, Bollati Boringhieri, 1998, ISBN 978-88-339-1076-5.